# 西特拉斯公園 (佛羅里達州)
西特拉斯公園（英語：Citrus Park）是位於美國佛羅里達州希爾斯波羅縣的一個人口普查指定地區。

## 地理
西特拉斯公園的座標為28°04′15″N 82°33′30″W / 28.07083°N 82.55833°W，而該地最高點為海拔高度13米（即43英尺）。

## 人口
根據2010年美國人口普查的數據，西特拉斯公園的面積為28.00平方千米，當中陸地面積為26.30平方千米，而水域面積為1.70平方千米。當地共有人口24252人，而人口密度為每平方千米866人。